# Tempel van Opet
De tempel van Opet is een oud-Egyptische tempel en bevindt zich naast de tempel van Chonsoe (Karnak) in het tempelcomplex van Karnak. Ze was gewijd aan de godin Opet. De eerste structuur kwam van Amenhotep II, maar de huidige tempel is gebouwd door Ptolemaeus VIII.
De tempel heeft een pyloon, twee hoven, twee kiosken en het allerheiligste. Heel de tempel is ommuurd en onder de grond is er een Osirisgraf en een geboortekamer.